# Черемушки (фільм)
«Черемушки» (рос. «Черемушки») — російська радянська музична комедія режисера Герберта Раппапорта, адаптована кіноверсія оперети Дмитра Дмитровича Шостаковича «Москва, Черемушки»
Лідер прокату СРСР (1963, 9 місце) — 28,8 млн. глядачів (963 копії).

## Зміст
З великими труднощами молодий архітектор отримала нову квартиру в Черемушках. І яке ж було її здивування, коли на очах рухнула одна зі стін у цій самій новій квартирі.

## Ролі
- Ольга Заботкіна — Ліда Бабурова, екскурсовод в музеї міста
- Володимир Васильєв — Борис Георгійович Корецький, підривник
- Геннадій Бортников — Саша Бубенцов
- Марина Хатунцева — Маша, його дружина
- Світлана Жіванкова — Люся, крановщица в новобудовах Черемушки
- Володимир Земляникін — Сергій, водій
- Василь Меркур'єв — Федір Михайлович Дребеднев, начальник Будтрест
- Марина Полбенцева — Валентина, молода дружина Дребеднева
- Євген Леонов — Барабашкіна, управдом
- Федір Никітин — Семен Семенович Бабуров, батько Ліди
- Костянтин Сорокін — Курочкін, сусід
- Ріна Зелена — Курочкіна, його дружина
- Сергій Филіппов — Милкін, сусід
- Емма Трейвас — Милкіна, його дружина
- Михайло Пуговкін — Ковальов, старший пожежної зміни
- Гелій Сисоєв — підривник
- Лев Лемке — сусід
- Віра Титова — сусідка з немовлям

Вокальні партії виконали:
- А.Олександрович, А.Зільберт, Зоя Рогозікова, Т.Глинкіна, Гренада Мнацаканова, Едуард Хіль.

## Знімальна група
- Сценаристи: Ісаак Гликман (сценарій), Володимир Масс (лібрето), Михайло Червинський (лібрето)
- Режисер: Герберт Раппапорт
- Оператор: Анатолій Назаров
- Композитор: Дмитро Шостакович
- Художник: Марксен Гаухман-Свердлов